# Himno nacional de Honduras
El Himno Nacional de Honduras, adoptado oficialmente por medio de un decreto presidencial emitido durante el gobierno de Alberto de Jesús Membreño en 1915, es uno de los tres símbolos nacionales establecidos en el artículo 7 de la Constitución de Honduras, junto con la bandera y el escudo. La letra fue escrita por el poeta hondureño Augusto C. Coello, y la música fue compuesta por el compositor alemán Carlos Hartling. 

## Composición
El Himno Nacional de Honduras, conocido coloquialmente como "Tu bandera es un lampo de cielo" por el verso inicial, está compuesto por un coro y siete estrofas. El coro es una oda a los otros dos símbolos patrios, la bandera y el escudo, que son descritos de una manera poética que exalta su carácter casi sagrado para la nación. Las primeras seis estrofas ofrecen un breve recorrido por la historia de Honduras hasta el momento de su composición en 1915, abarcando la época precolombina, el descubrimiento de América y la colonización española, la resistencia de Lempira y la independencia. Se distingue por ser el único himno nacional que menciona directamente la Revolución Francesa, además de "La Marsellesa", en la quinta estrofa. La séptima estrofa, la única cantada durante eventos deportivos y la mayoría de actos oficiales y escolares, por motivos de brevedad, se desvía ligeramente del esquema, al tratarse de un llamado patriótico a todos los hondureños a defender su patria hasta la muerte.Musicalmente, el coro se caracteriza por un movimiento en allegro, mientras que las siete estrofas lo hacen en un andante. Toda la composición está escrita en un compás de cuatro cuartos.

## Historia
Durante casi un siglo tras la independencia de España en 1821, el Estado de Honduras careció de un himno oficial, utilizando en su lugar varios cantos patrióticos no oficiales, como "La Granadera", antiguo himno de la República Federal de Centroamérica; "El Himno Marcial"; "Un Salva Hondureño" (de autoría desconocida); "Himno Nacional" (de Valentín Durón); la "Marcha a Gerardo Barrios", durante la presidencia de José María Medina; y el "Himno Hondureño".
En 1904, durante la presidencia de Manuel Bonilla, un grupo de intelectuales presentó una solicitud para dotar a la nación de un himno nacional oficial. Sin embargo, la propuesta no se materializó hasta 1910, bajo la presidencia de Miguel R. Dávila, con la convocatoria de un concurso para determinar la letra y la música del himno. En éste participaron destacados intelectuales hondureños, como Rómulo E. Durón, Alfonso Guillén Zelaya y Juan Ramón Molina. No obstante, el concurso fue declarado desierto en 1912, ya que ninguna de las diez composiciones presentadas cumplió con los requisitos estipulados, entre ellos el de ser "un poema que pudiera representar y ser símbolo nacional del pueblo de Honduras".
Finalmente, el 3 de noviembre de 1915, el poder ejecutivo, liderado por Alberto de Jesús Membreño, emitió el decreto número 42, en el que se declaraba oficial el Himno Nacional de Honduras, con letra compuesta por el escritor y político Augusto C. Coello y música compuesta por el músico de origen alemán Carlos Hartling. Esta composición, que databa de 1903 y llevaba originalmente el título "Canto a Honduras", fue ejecutada por primera vez el 15 de septiembre de 1904 en la Escuela Normal de Señoritas, dirigida por el mismo Hartling, y nuevamente el 13 de noviembre de 1907, durante una reunión de presidentes de Centroamérica en Amapala. En 1917, se hizo oficial y obligatoria su ejecución en actos oficiales.